# Никольское сельское поселение (Кесовогорский район)
Нико́льское се́льское поселе́ние — муниципальное образование в составе Кесовогорского района Тверской области. На территории поселения находятся 30 населенных пунктов.
Центр поселения — деревня Никольское.

## Географические данные
- Общая площадь: 141,4 км²
- Нахождение: юго-восточная часть Кесовогорского района
  - Граничит:
    - на севере — с Кесовским СП и Феневским СП
    - на юго-востоке — с Кашинским районом, Шепелевское СП и Пестриковское СП
    - на юго-западе — с Елисеевским СП
    - на западе — с посёлком Кесова Гора.

Главная река — Кашинка.

## История
Образовано в 2005 году, включило в себя территории Никольского и Матвеевского сельских округов.

## Экономика
Колхозы «Россия», «Большевик», им. Мичурина.

## Население
| 2005 | 2010 | 2011 | 2012 | 2013 | 2014 | 2015 |
| ---- | ---- | ---- | ---- | ---- | ---- | ---- |
| 965  | ↘791 | ↗796 | ↗817 | ↗842 | ↗843 | ↘799 |
| 2016 | 2017 | 2018 | 2019 | 2020 | 2021 |      |
| ↘797 | ↘786 | ↘767 | ↘765 | ↘746 | ↘659 |      |

На 2008 год — 900 человек.
Национальный состав: русские.

## Населенные пункты
На территории поселения находятся следующие населённые пункты:
| №  | Тип нп | Название     | Население (2008 год) |
| -- | ------ | ------------ | -------------------- |
| 1  | дер.   | Ащерино      | 4                    |
| 2  | дер.   | Березовец    | 2                    |
| 3  | дер.   | Болдырево    | 6                    |
| 4  | дер.   | Вакорино     | 9                    |
| 5  | дер.   | Васино       | 2                    |
| 6  | дер.   | Галибино     | 32                   |
| 7  | дер.   | Григорово    | 3                    |
| 8  | дер.   | Деньково     | 0                    |
| 9  | дер.   | Жуково       | 8                    |
| 10 | дер.   | Изоево       | 4                    |
| 11 | дер.   | Карабузино   | 45                   |
| 12 | дер.   | Козоево      | 0                    |
| 13 | дер.   | Коченово     | 13                   |
| 14 | дер.   | Кошелево     | 99                   |
| 15 | дер.   | Никольское   | 272                  |
| 16 | дер.   | Подъёлки     | 15                   |
| 17 | дер.   | Ростовцево   | 6                    |
| 18 | дер.   | Селивёрстово | 33                   |
| 19 | дер.   | Трясцино     | 1                    |
| 20 | дер.   | Якирево      | 3                    |
| 21 | дер.   | Васьково     | 92                   |
| 22 | дер.   | Забелино     | 4                    |
| 23 | дер.   | Кульнево     | 46                   |
| 24 | дер.   | Лискино      | 3                    |
| 25 | дер.   | Максяево     | 6                    |
| 26 | дер.   | Матвеевское  | 76                   |
| 27 | дер.   | Ошейкино     | 5                    |
| 28 | дер.   | Павловское   | 40                   |
| 29 | дер.   | Поречье      | 51                   |
| 30 | дер.   | Ромашино     | 20                   |

### Бывшие населенные пункты
На территории поселения исчезли село Троицкое, деревни Крюково, Рудино и другие.

## История
С образованием губерний в 1708 году территория поселения входит Углицкую провинцию Санкт-Петербургской, затем (с 1727 года) в Московской губернии. С образованием в 1796 году Тверской губернии территория поселения вошла в Кашинский уезд.В 1927 году Кашинский уезд был упразднен и территория поселения отошла к Бежецкому уезду.

В 1929 году Тверская губерния ликвидирована и территория поселения вошла во вновь образованный Кесовский (Кесовогорский) район Московской области. С 1935 по 1990 год территория поселения относится к Кесовогорскому району Калининской области (кроме 1962—1965 годов, когда территория входила в Кашинский район). С 1990 — в Тверской области, Кесовогорский район.
В XIX — начале XX века деревни поселения относились к Суходольской и Брылинской волостям Кашинского уезда.